# Kim Kielsen
Kim Kielsen (Paamiut Kommune, Groenlandia, 30 de noviembre de 1966) es un político y policía groenlandés.
Desde joven comenzó trabajando como marinero. Posteriormente ingresó en el cuerpo de policía nacional, logrando ser desde 1996 a 2003 oficial de policía de los pueblos Upernavik y Paamiut. En ese último año, solicitó al cuerpo un permiso para crear un proyecto para ayudar a niños y jóvenes con problemas, lo que llegó que a raíz de su gran iniciativa entrara en política siendo elegido en 2005 como diputado al Parlamento de Groenlandia por parte del partido político Siumut y en ese mismo año entró como miembro de la corporación municipal del ayuntamiento de su población natal. En 2007 fue nombrado por el primer ministro Hans Enoksen, como ministro de Vivienda, Infraestructura y Recursos hasta 2009 que su partido perdió el poder, mientras tanto se ha mantenido como diputado al parlamento nacional.
Desde el 1 de octubre de 2014 hasta el 23 de abril de 2021, tras la salida del gobierno de la primera ministra Aleqa Hammond, Kielsen se ha convertido en el nuevo primer ministro de Groenlandia en funciones.